# Nuestra Señora del Carmen (La Isleta)
Nuestra Señora del Carmen o del Monte Carmelo, es una advocación mariana que representa a la Virgen María. Es venerada en la parroquia de Nuestra Señora del Carmen Coronada del barrio de La Isleta, en la ciudad de Las Palmas de Gran Canaria. Se trata de una de las representaciones de Nuestra Señora del Carmen, con más devoción en el Archipiélago Canario en el que miles de personas acuden a su procesión, considerada una de las más singulares de cuentas se realizan en todos los barrios marineros de España. Se la considera como la segunda advocación mariana más venerada de la isla de Gran Canaria tras la Virgen del Pino, así como la más venerada de la ciudad capitalina, siendo su procesión de La Aurora, el día 16 de julio, la más multitudinaria de todas las que se celebran en Las Palmas de Gran Canaria.

## Historia de la Imagen

### Descripción de la Imagen
La imagen de la Santísima Virgen es una obra de vestir, de finales del siglo XIX de autor anónimo, con una medida aproximada de 1,20 metros. Siendo la imagen del Divino Infante obra posterior posiblemente realizada en el siglo XX y también de autor anónimo. La imagen viste todo el año con saya marrón y portando el tradicional escapulario carmelita, dado por ella a Simón Stock.

### Origen de la Imagen
Dicha imagen tiene su origen en el hospital de San Martín en el barrio de Vegueta, donde se encontraba retirada del culto público. Fue traída hasta el barrio de La Isleta en 1913 por dos Hijas de la Caridad, quienes se encargaron de la educación de los niños del momento. La imagen llegó del hospital de San Martín a La Isleta a bordo de una tartana. A partir de aquí se aumenta la devoción hasta llegar a todos los rincones de la isla. 
La venerada imagen se encuentra en la parroquia de Nuestra Señora del Carmen del barrio de La Isleta, calle Benartemi. Un templo que fue creado como parroquia en el año 1938 y ampliado en 1950, para dar paso al templo que acoge a la patrona de los marineros y del barrio en la actualidad.
En 2012, la Virgen del Carmen de La Isleta se hermanó con la Hermandad de Nuestra Señora del Carmen del Puerto de la Cruz (Tenerife).
El 16 de julio de 2024, Don José Mazuelos(Obispo de la Diócesis de Canarias) daba a conocer la fecha en la que sería Coronada Canónicamente la imagen de Ntra. Sra. del Carmen.
El 3 de mayo de 2025, la Virgen saldría de forma extraordinaria en dirección a la Base Naval en la calle Mesa y López, lugar cedido para su Coronación Canónica, siendo esta la primera vez en la historia que la imagen abandona el barrio de La Isleta. Acompañada de cientos de fieles la Virgen pasó por lugares emblemáticos de la Ciudad de Las Palmas de Gran Canaria como el Mercado del Puerto y el parque de Sta. Catalina, así como las visitas a la Clínica Perpetuo Socorro(C/Presidente Alvear), la visita a Ntra. Sra. del Pino(C/Presidente Alvear) y por último la visita a Ntra. Sra. de La Luz siendo esta última histórica ya que aunque la Virgen de La Luz tenga los títulos de Patrona Gral. del Puerto y Alcaldesa Mayor y Perpetua de la Ciudad, la Virgen del Carmen es la Patrona del Barrio de La Isleta, lo que hace que este encuentro haya sido extraordinario para los allí presentes.

## Cultos
- Bajada desde el Camarin

El día 6 de julio la imagen de la Virgen del Carmen baja de su camarín entre tules que simulan el cielo. La imagen va bajando lentamente mientras agrupaciones folclóricas le tocan sus mejores canciones. Centenares de devotos se congregan esa tarde para ver bajar a la Virgen desde el camarín, en una simulación como si de una aparición mariana se tratase. 
- Rosario de la Aurora

A partir del 8 de julio y cada día hasta el día 16, la imagen de la Virgen recorre las calles del barrio a partir de las 5:00 de la madrugada en "Rosario de la Aurora", rezando los misterios del Rosario correspondiente de cada día.
- Salida Procesional

En la madrugada de cada 16 de julio, Nuestra Señora del Carmen realiza su salida procesional, por las distintas calles de La Isleta que son bellamente adornadas con guirnaldas, banderas, balconeras y demás elementos. La Virgen, que es portada por costaleros, recorre las calles del barrio capitalino de La Isleta, sobre artísticas alfombras elaboradas con serrín de diferentes colores, sal, papeles y tierra volcánica. Además de ello, destacan las cascadas, ruedas, lluvias de pétalos a la Imagen de la Virgen y fuegos de artificio durante el recorrido procesional. La imagen llega de nuevo a su Parroquia, alrededor de las 12 del mediodía.

## Salidas Procesionales
Con miles de devotos, recorre todas las calles de La Isleta en tres salidas procesionales a lo largo del mes de julio. Cada 16 de julio a las 4:30 de la mañana es la procesión del día de su festividad litúrgica, la Virgen realiza su primera salida procesional de mes, después de haber realizado desde el día 8 de julio los llamados Rosarios de la Aurora A las 5:00 de la madrugada, pasando por las distintas calles del barrio isletero y que, pese a ser día laborables en su mayoría, la Imagen es recibida por altares, alfombras y distintos homenajes realizados por los vecinos. El domingo siguiente al 16 de julio, la imagen de la Santísima Virgen vuelve a recorrer las calles del barrio en la "Procesión Marítima",  donde la sagrada imagen de la Virgen procesiona hasta el puerto de La Luz y es embarcada en una embarcación de la Armada Española que también ellos, le rinden honores a la Virgen. Por último, Nuestra Señora del Monte Carmelo (nombre litúrgico de esta advocación mariana) realiza su última salida procesional en la llamada "Procesión Terrestre", donde recorre gran parte del barrio de La Isleta.

## Fiestas de la Ciudad
El 8 de junio de 2016, el ayuntamiento de Las Palmas de Gran Canaria, acepta la propuesta presentada meses antes y que fue principalmente elaborada por el cronista oficial de la ciudad, Juan José Laforet. Esta propuesta, recogía firmas de una gran parte de isleteros que, apoyaron la propuesta de proclamar las fiestas de la Virgen del Carmen como fiestas de la ciudad.

## Patrimonio musical
La imagen de la Virgen del Carmen de La Isleta es acompañada actualmente por La Agrupación Musical La Salle del municipio de Aguimes
Tiene dos marchas dedicadas por la Banda Sociedad Musical de la Villa de Ingenio:
- Virgen de la Isleta, realizada por José Buceta (2014)
- Costalero de la Isleta, realizada por José Buceta (2014)

Y otra por la Agrupación Musical Cumbres y Costas de la Villa de Moya:
¡Ay, Carmela!, realizada por Octavio Suárez.
El compositor y arreglista musical sevillano David Alvarez García compuso la obra ( Marineros del costal ) año 2019

## Polémica entre 1981 y 1991
En 1981, la llegada de un nuevo párroco, Marrero, supuso un conflicto en torno a la organización del culto a la Virgen. A su llegada, apreció cierto descontrol en la gestión del patrimonio de la Virgen, lo que le llevó a cambios organizativos, que soliviantaron a quienes se habían hecho con esta gestión previamente. El conflicto fue escalando hasta el punto que durante unos años hubo dos procesiones en el barrio de La Isleta. Una oficial, avalada por la Iglesia católica. Otra, organizada por los feligreses descontentos con la nueva gestión. La parroquia en aquella época estaba en una zona de prostitución, tanto femenina como masculina (fundamentalmente en la calle Andamana), personas que se sumaron al culto alternativo. 